# SS 1
O SS 1 (a parte superior do radiador diz 'SS One') é um sedã esportivo e de turismo britânico de duas portas construído pela Swallow Coachbuilding Company em Foleshill, Coventry, Inglaterra. Foi apresentado ao público pela primeira vez no Salão Automóvel de Londres de 1931. De forma ligeiramente modificada, foi fabricado entre 1932 e 1936, período durante o qual foram construídos 148 carros.

## A empresa
Walmsley Lyons and Co, como SS Cars Limited, comprou a Swallow no final de julho de 1934. Em 1945, a SS Cars mudou seu nome para Jaguar Cars Limited.

## O automóvel
O SS 1 era conhecido por sua aparente relação custo-benefício e sua aparência atraente, e não por seu desempenho. De 1932 a 1934, ele usava um motor Standard de seis cilindros com válvula lateral de 2.054 cc com 48 cv ou uma versão de 2.552 cc e 62 cv. Os dois motores foram ampliados para 2.143 cc e 53 cv ou 2.663 cc e 68 cv, respectivamente, para os modelos de 1934 a 1936. O chassis também foi fabricado pela Standard e foi alterado para suspensão suspensa em 1933. Com uma velocidade máxima de 121 km/h, os carros eram notáveis pelo seu estilo e baixo custo, e não pelo seu desempenho. Em 1932, o cupê básico custava £310. Pouco mais de 4.200 carros foram fabricados.

## Desenvolvimentos
O carro foi inicialmente fornecido como um cupê de cabeça fixa de quatro lugares. Em 1933 foi lançado um carro de turismo. Para 1934, o chassi foi modificado para proporcionar uma bitola mais larga e melhor área para os pés dianteiro. A caixa de câmbio também ganhou sincronização. Em 1934, uma versão sedã e em 1935 um cupê Airline e um cupê drophead foram adicionados à linha.

## Especificações
O carro tinha 4.720 mm de comprimento e 1.613 mm de largura e pesava normalmente cerca de 1.040 kg. A largura aumentou para 1.664 mm em 1934.

## Fotos

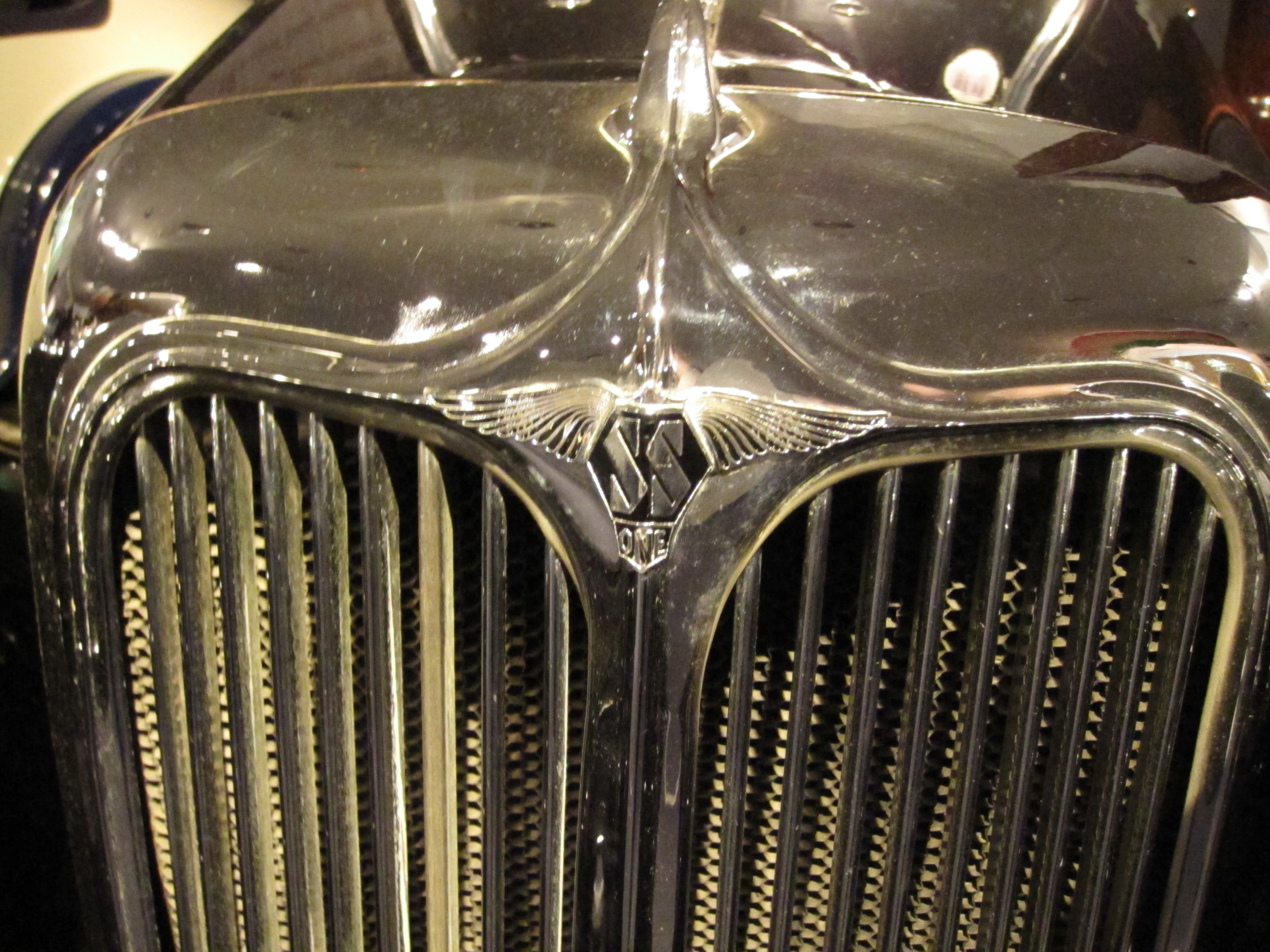
Emblema do radiador
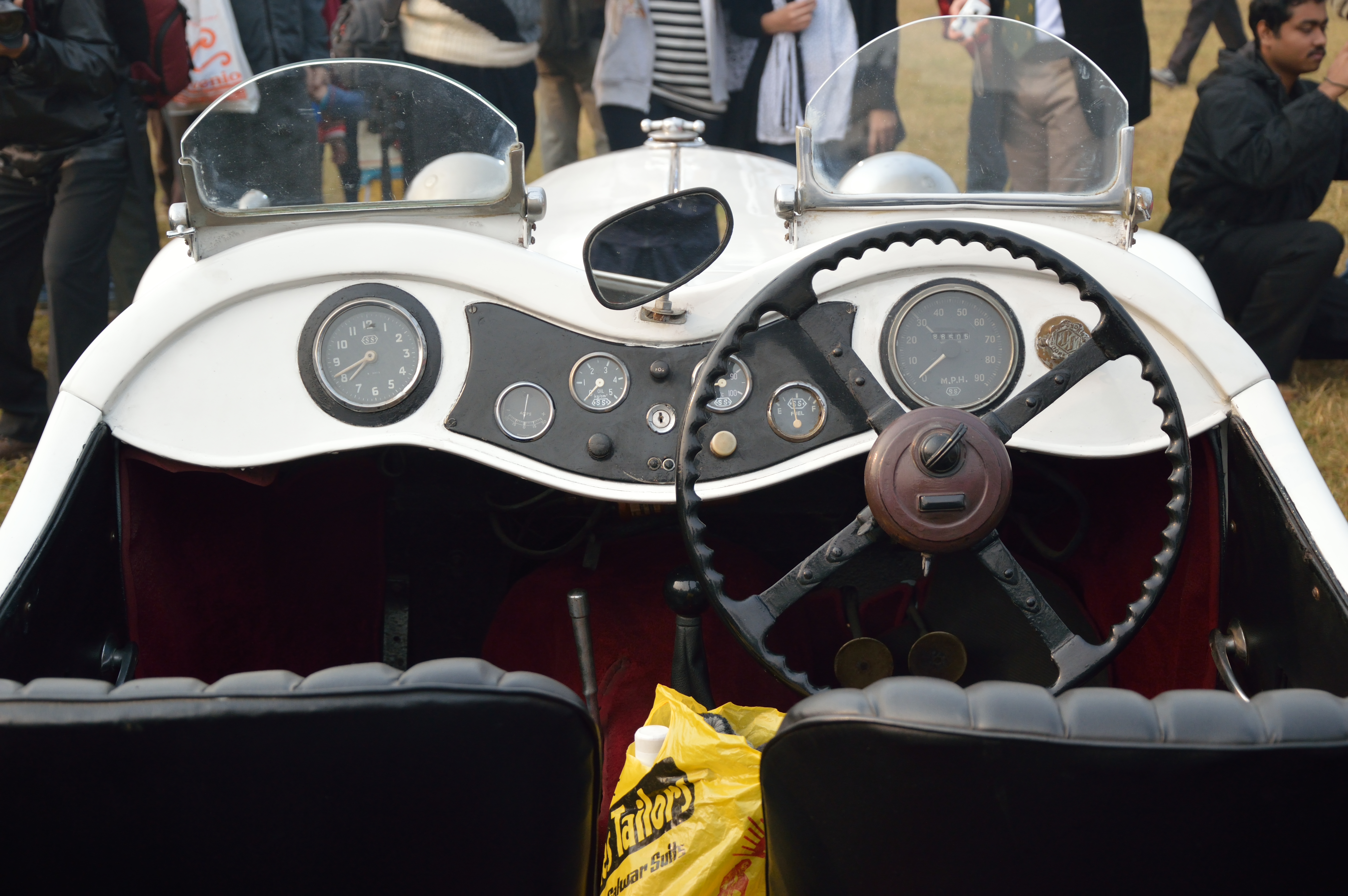
Painel de instrumentos de um carro de turismo 1936
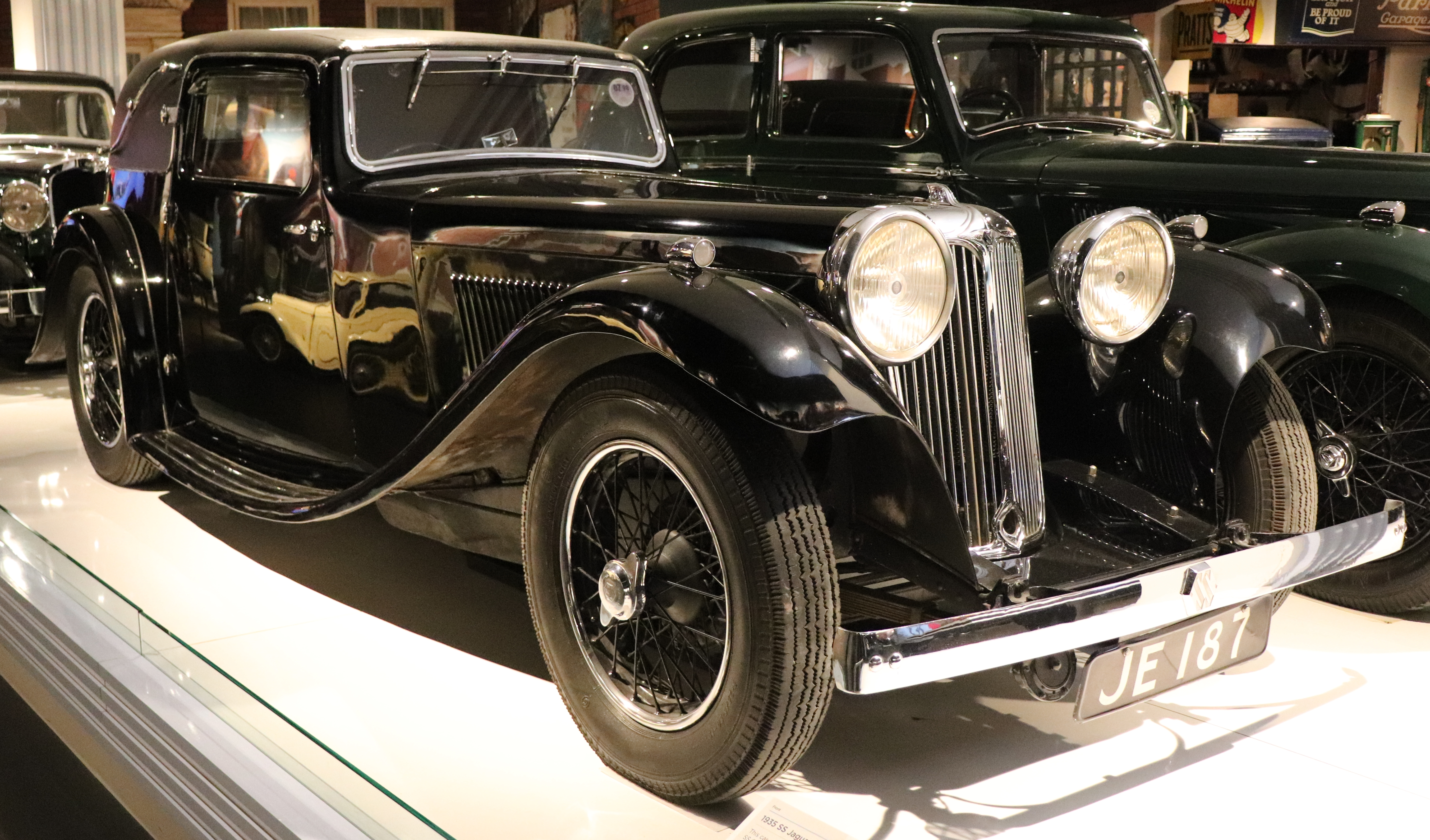
Cupê de cabeça fixa de 4 lugares 1933
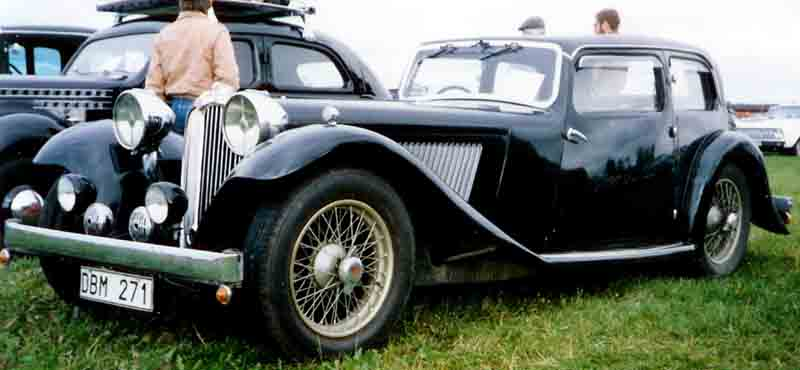
Sedã esportivo de 4 lugares 1933
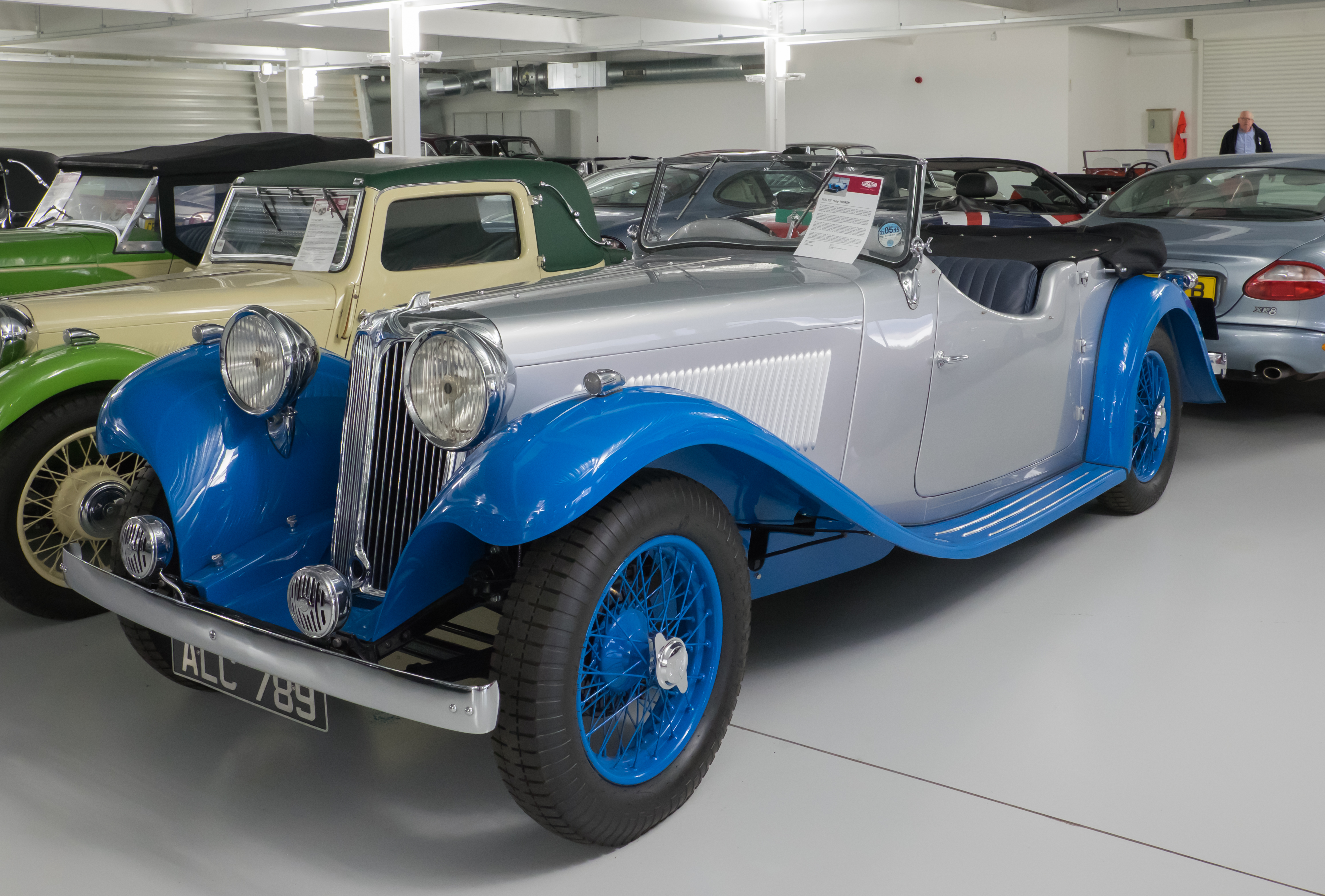
Carro de turismo 16hp 1933
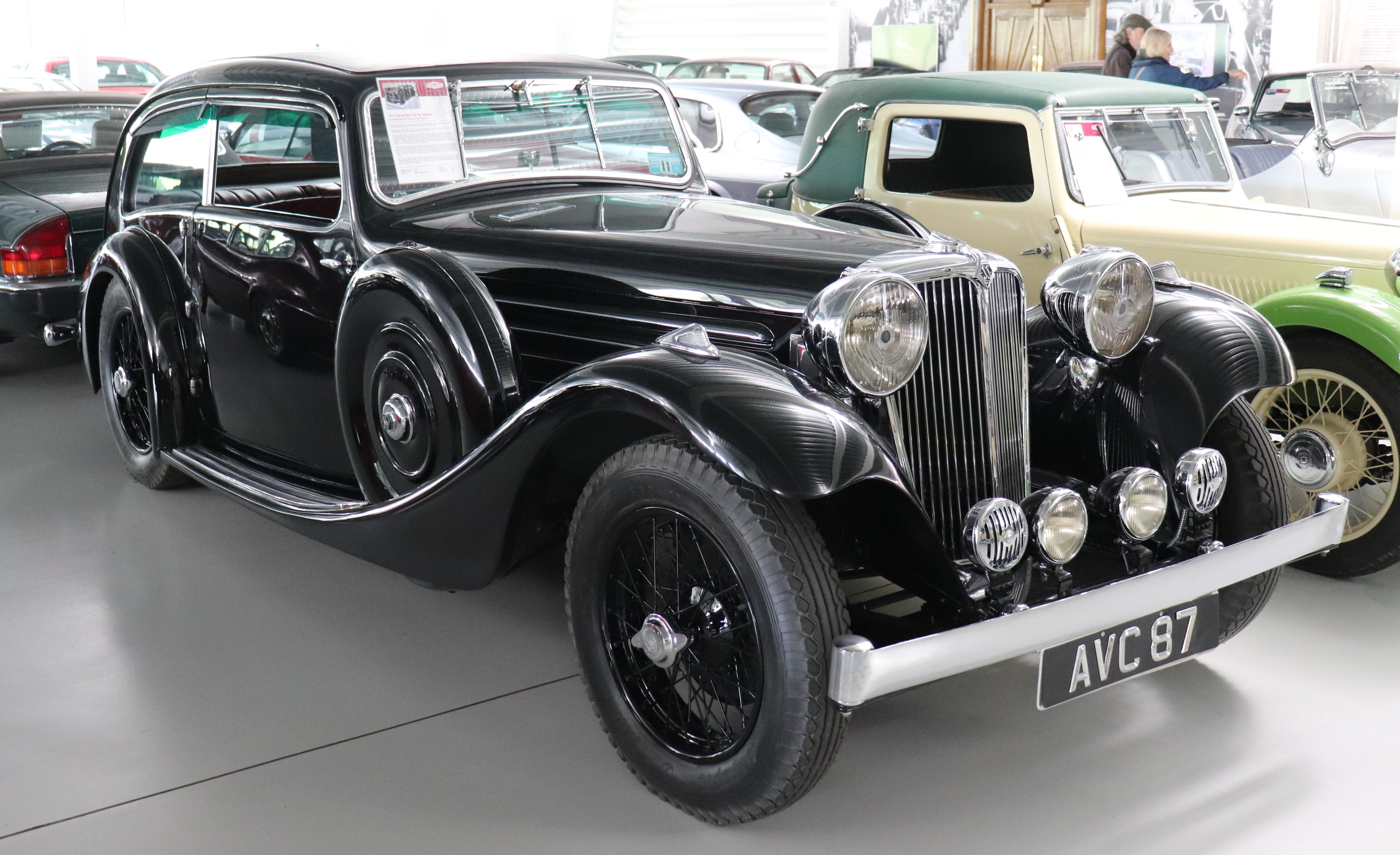
Sedã esportivo Airline 1935
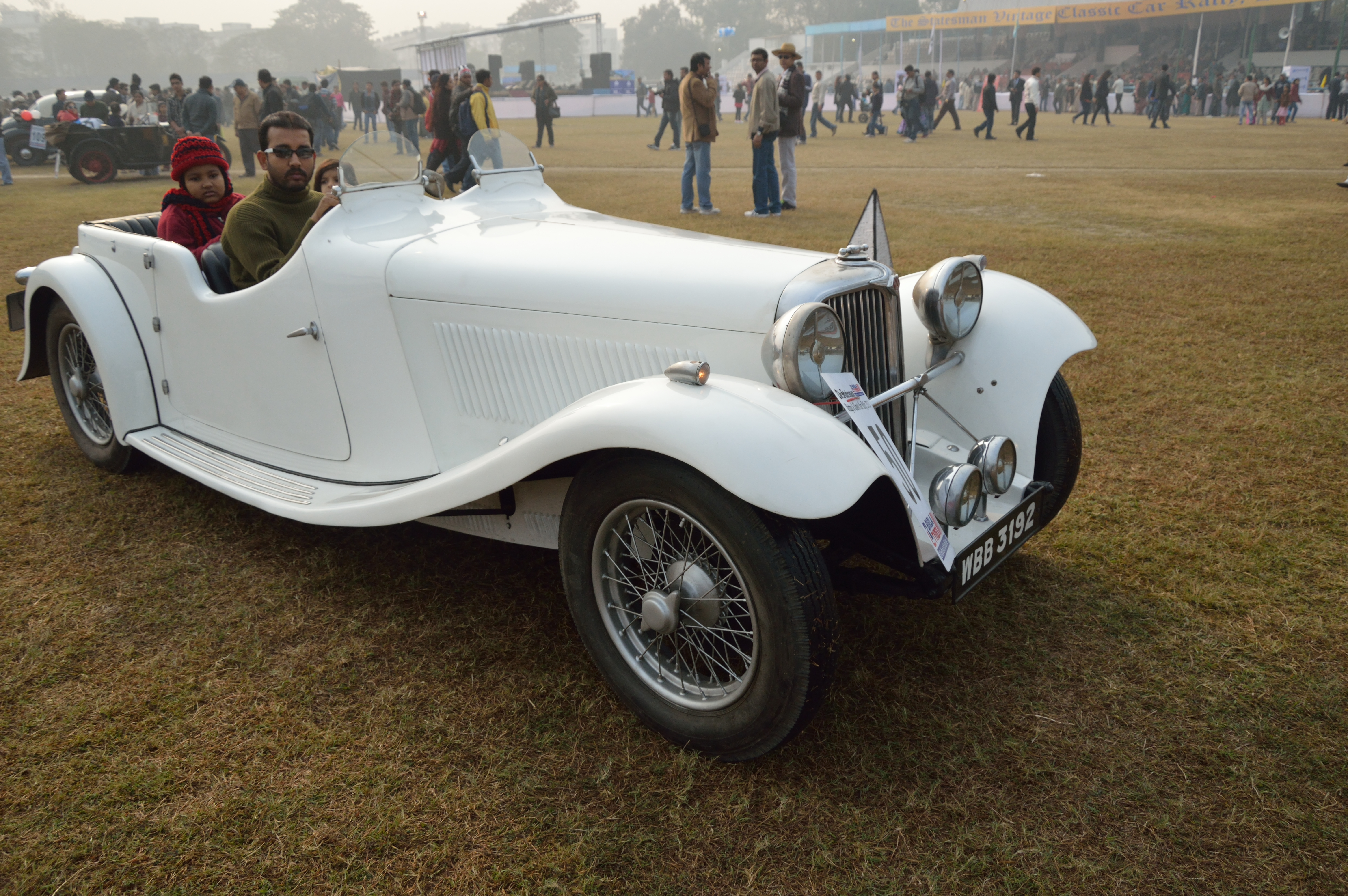
Carro de turismo 1936
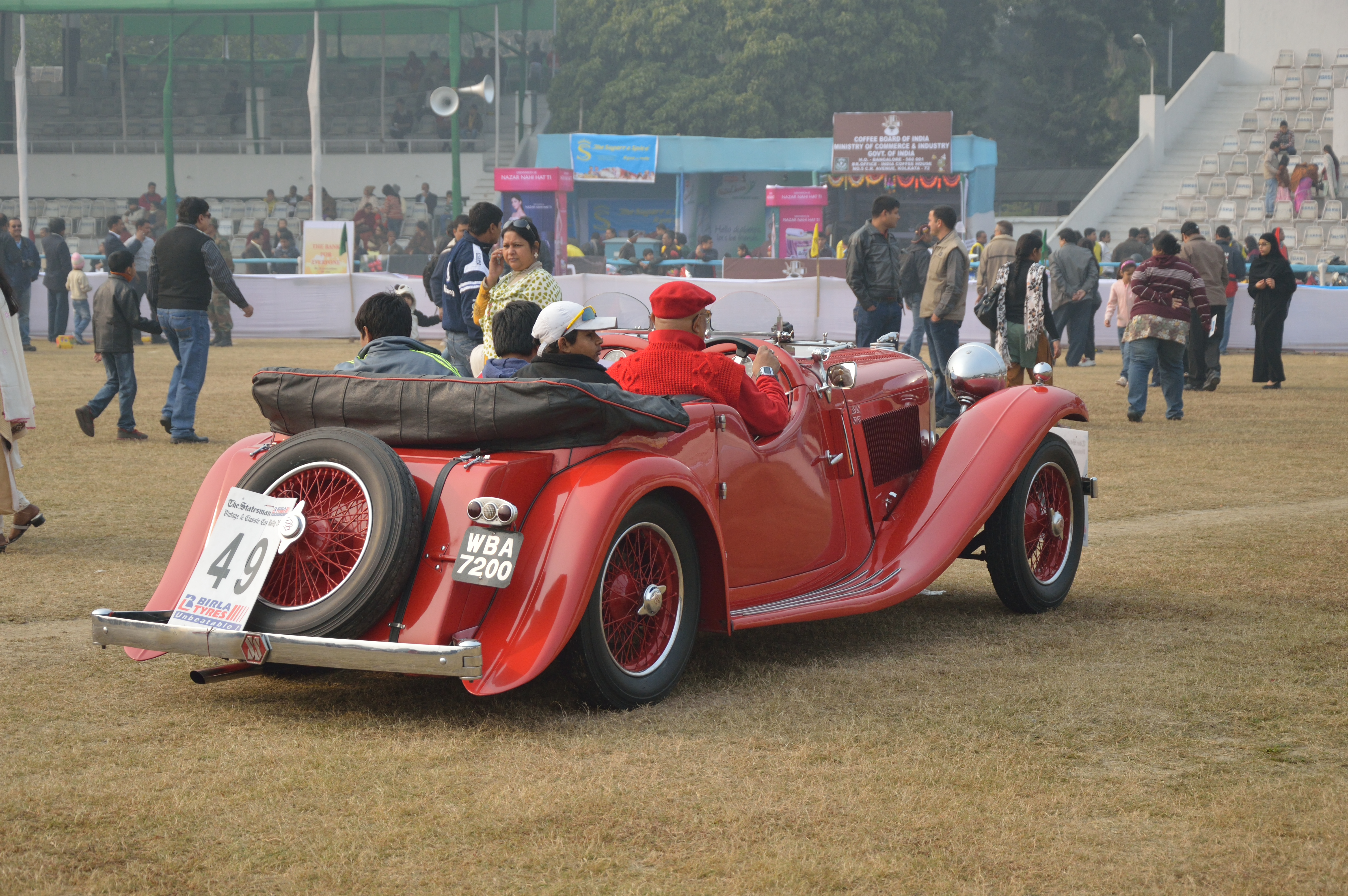
Carro de turismo 1936 (traseira)